# PubChem
PubChemは、化学分子データベースの一つ。このシステムは、アメリカ国立衛生研究所(NIH)の下の国立医学図書館(NLM)の一部門である国立生物工学情報センター(NCBI)によって維持管理されている。ウェブユーザインタフェースを通して自由に接続する事ができ、数百万の化合物構造および記述のデータセットをFTP経由でダウンロードすることが可能である。PubChemに集積されているのは1000原子および1000結合より少ない小さな分子である。
アメリカ化学会(ACS)は、PubChemはChemical Abstractsと競合していると主張し、アメリカ合衆国議会に対してPubChemの運用の制限を求めている。80以上のデータベース供給元がPubChemの増大に寄与している。